# Wendell (Minnesota)
Wendell es una ciudad ubicada en el condado de Grant en el estado estadounidense de Minnesota. En el Censo de 2010 tenía una población de 167 habitantes y una densidad poblacional de 61,35 personas por km².

## Geografía
Wendell se encuentra ubicada en las coordenadas 46°2′9″N 96°6′3″O / 46.03583, -96.10083. Según la Oficina del Censo de los Estados Unidos, Wendell tiene una superficie total de 2.72 km², de la cual 2.72 km² corresponden a tierra firme y (0%) 0 km² es agua.

## Demografía
Según el censo de 2010, había 167 personas residiendo en Wendell. La densidad de población era de 61,35 hab./km². De los 167 habitantes, Wendell estaba compuesto por el 100% blancos, el 0% eran afroamericanos, el 0% eran amerindios, el 0% eran asiáticos, el 0% eran isleños del Pacífico, el 0% eran de otras razas y el 0% pertenecían a dos o más razas. Del total de la población el 0.6% eran hispanos o latinos de cualquier raza.

### Evolución demográfica
| 1910 | 1920 | 1930 | 1940 | 1950 | 1960 | 1970 | 1980 | 1990 | 2000 | 2010 | est 2015 |
| ---- | ---- | ---- | ---- | ---- | ---- | ---- | ---- | ---- | ---- | ---- | -------- |
| 175  | 270  | 260  | 273  | 284  | 253  | 247  | 216  | 159  | 177  | 167  | 165      |

## Localidades adyacentes
El diagrama siguiente presenta las localidades en un  radio de 24 km alrededor de Wendell.